# Hitelintézet

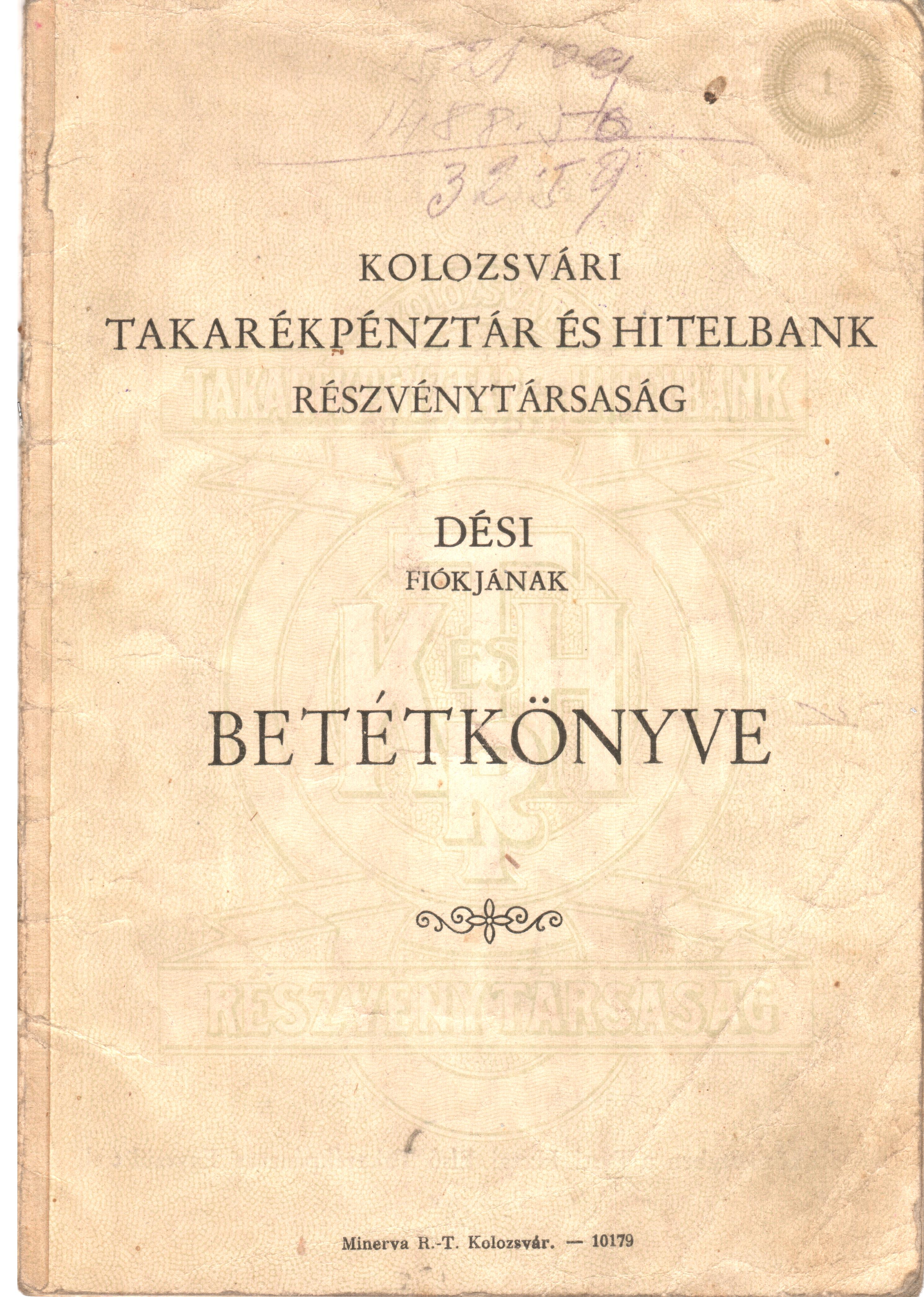
A Kolozsvári Takarékpénztár és Hitelbank R.T. betétkönyve, 1941

A hitelintézet szó egy gyűjtőfogalom, amely alá tartozik az olyan pénzügyi intézmény, amelyik betétet gyűjt és egyéb pénzügyi szolgáltatási tevékenységet végez. A hitelintézetek jogállását Magyarországon jelenleg a hitelintézetekről és a pénzügyi vállalkozásokról szóló 2013. évi CCXXXVII. törvény szabályozza.
A CRR (Capital Requirements Regulation, 575/2013/EU rendelet) definíciójában pedig olyan vállalkozás, amely a nyilvánosságtól betéteket vagy más visszafizetendő pénzeszközöket vesz át, valamint saját számlára hiteleket nyújt. Kizárólag hitelintézet jogosult betét gyűjtésére, valamint saját tőkéjét meghaladó mértékben más visszafizetendő pénzeszköz nyilvánosságtól való elfogadására; pénzváltási tevékenység végzésére. 
A nyilvános forrásgyűjtés céljából – betét elfogadásán kívül – kizárólag kötvényt és letéti jegyet bocsáthat ki. Tehát nemcsak a betétesek, hanem más pénzeszköz-tulajdonosok részére is biztonság, hogy csak olyan intézmények számára lehetőség a saját tőkét meghaladó mértékű pénzeszközgyűjtés, amelyek a Hpt. szerinti felügyelet alá tartoznak, rendszeres ellenőrzés alatt állnak, illetve olyan prudenciális szabályok vonatkoznak rájuk, amelyek jelentősen csökkentik a náluk elhelyezett pénzeszközök kockázatát.

## A pénzintézet fogalma helyett
A pénzintézet fogalma helyett Magyarországon a hitelintézetekről és a pénzügyi vállalkozásokról szóló 1996. évi CXII. törvény a hitelintézet kifejezést vezette be illetve minden jogszabályban a pénzintézet kifejezést hitelintézetre cserélte. A hatályos Hpt.  ezt a szóhasználatot folytatja. A hitelintézet pénzintézeti tevékenységet folytató jogi személy. Nem hivatalos szakmai, valamint a köznapi szóhasználatban a pénzintézet kifejezést továbbra is használják.

## A pénzintézetek fajtái Magyarországon 1996-ig
- kereskedelmi bank
- szakosított pénzintézet (Egyes pénzintézeti tevékenységek illetve pénzintézeti tevékenységek meghatározott körének végzésére felhatalmazott pénzintézet volt)
- befektetési bank
- takarékpénztár.[3]

## A hitelintézetek fajtái Magyarországon
- bank,
- szakosított hitelintézet (A szakosított pénzintézet fogalmát a hitelintézetekről és a pénzügyi vállalkozásokról szóló 1996. évi CXII. törvény szakosított hitelintézetre változtatta.)
- szövetkezeti hitelintézet (takarék-, illetőleg hitelszövetkezet) lehet.[4]

## A hitelintézet és szervezeti formái
- Hitelintézet az a pénzügyi intézmény, amely a 3. §-ban meghatározott pénzügyi szolgáltatások közül legalább betétet gyűjt, vagy más visszafizetendő pénzeszközt fogad el a nyilvánosságtól - ide nem értve a jogszabályban meghatározott nyilvános kötvénykibocsátást -, valamint hitelt és pénzkölcsönt nyújt.[5]
- Kizárólag hitelintézet jogosult
  - a) betét gyűjtésére, valamint saját tőkéjét meghaladó mértékben - hitelintézet vagy állam által a visszafizetésre vállalt kezesség vagy garancia nélkül - más visszafizetendő pénzeszköz nyilvánosságtól való elfogadására,
  - b) pénzváltási tevékenység végzésére.[6]
- A hitelintézet bank, szakosított hitelintézet vagy - részvénytársasági vagy szövetkezeti formában működő - szövetkezeti hitelintézet lehet. A szövetkezeti hitelintézet lehet bank, szakosított hitelintézet és takarék- vagy hitelszövetkezet.[7]
- A bank az a hitelintézet, amely a 3. § (1) bekezdés a), b) és d) pontjában meghatározott tevékenységet üzletszerűen végzi. Kizárólag bank kaphat engedélyt a 3. § (1) bekezdésében foglalt tevékenységek teljes körének végzésére.[8]
- A szakosított hitelintézet a rá vonatkozó külön törvényi szabályozásnak megfelelően jogosult tevékenységének végzésére, azzal, hogy nem kaphat engedélyt a 3. § (1) bekezdésében foglalt tevékenységek teljes körének végzésére.[9]
- A szövetkezeti formában működő szövetkezeti hitelintézet a 3. § (1) és (2) bekezdésében, valamint a 7. § (3) bekezdésében megjelölt tevékenységet, illetve kiegészítő tevékenységet végezhet.[10]
- A szövetkezeti hitelintézetek integrációjáról és egyes gazdasági tárgyú jogszabályok módosításáról szóló 2013. évi CXXXV. törvényben[11] meghatározott Integrációs Szervezethez csatlakozott hitelintézetekre vonatkozó további, e törvénytől eltérő, illetve az e törvényt kiegészítő szabályokat a Szhitv. állapítja meg.[12]
- A hitelszövetkezet a (6) bekezdésben meghatározott tevékenységeket - a pénzváltás kivételével - csak saját tagjai körében végezheti.[13]
- Harmadik országbeli hitelintézet fióktelepe útján a 3. § (1) bekezdésében, illetve a 3. § (2) bekezdés a)-d) pontjában meghatározott tevékenységet végezhet, ha ezek végzésére a székhelye szerinti illetékes felügyeleti hatóságtól engedéllyel rendelkezik.[14]
- Hitelintézet nyilvános forrásgyűjtés céljából - betét elfogadásán kívül - kizárólag kötvényt és letéti jegyet bocsáthat ki.[15]